# Palazinges
 Palazinges  (en occitano Palagenjas) es una comuna y población de Francia, en la región de Lemosín, departamento de Corrèze, en el distrito de Brive-la-Gaillarde y cantón de Beynat.
Su población en el censo de 2008 era de 112 habitantes.
Está integrada en la Communauté de communes du Canton de Beynat.

## Demografía
| 83 | 95 | 99 | 100 | 115 | 103 | 112 |
| Para los censos de 1962 a 1999 la población legal corresponde a la población sin duplicidades (Fuente: INSEE [Consultar]) |    |    |     |     |     |     |